# 선유정보문화도서관
선유정보문화도서관은 서울특별시 영등포구 선유로43가길 10-8(양평동3가)에 위치한 도서관이다. 2009년 7월 14일 개관했다.
일반열람실 126석을 갖추고 있으며, 지상5층 지하1층 규모이다. 영등포문화재단에서 위탁운영하고 있다. 도서관의 명칭은 인근에 위치한 선유도의 명칭에 따라 정하였다.

## 연혁
- 2007.07.19 영등포구립도서관 설치 및 운영에 관한 조례 제정
- 2009.04.16 영등포구청 영등포구시설관리공단 민간위탁운영 협약 체결
- 2009.07.14 선유정보문화도서관 개관
- 2012.06.21 서울특별시 영등포문화재단 설립 및 운영에 관한 조례
- 2013.03.01 영등포문화재단으로 도서관운영주체 변경

## 참고 사항
- 영등포문화재단에서 위탁운영하는 대림정보문화도서관, 문래정보문화도서관의 도서대출증이 있을 경우, 이를 선유정보문화도서관에서 사용하는 것이 가능하다.